# Helena Stjernholm
Helena Maria Stjernholm, född 26 juli 1970 i Kristinehamn, är en svensk företagsledare. Stjernholm är VD för investmentbolaget Industrivärden sedan 2015.
Stjernholm har tagit examen vid Handelshögskolan i Stockholm. Från 1998 till 2015 var hon anställd, och senare även partner, på riskkapitalbolaget IK Investment Partners. Hon efterträdde 2015 Anders Nyrén som VD för Industrivärden.
År 2017 blev hon av tidningen Veckans Affärer utnämnd till Näringslivets mäktigaste kvinna.